# Tanner (Familie, Appenzell Ausserrhoden)
Die Tanner sind eine Wirte-, Kaufleute- und Politikerfamilie von Herisau im Schweizer Kanton Appenzell Ausserrhoden, die 1375 erstmals erwähnt wird. 

## Geschichte
Die Tanner übten im 17. und frühen 18. Jahrhundert sowohl in ihrer Heimatgemeinde als auch im Land Appenzell Ausserrhoden eine eigentliche Familienherrschaft aus. Zwischen 1597 und 1797 gingen aus dem Geschlecht in fünf Generationen zahlreiche Landesbeamte und Landammänner hervor. Mitglieder der Landesregierung waren Johannes Tanner, geboren 1594, Johannes Tanner, geboren 1627, Konrad Tanner, Laurenz Tanner, geboren 1631, und Laurenz Tanner, geboren 1668. Die Wirren des Landhandels von 1732 bis 1734 beendeten diese Vormachtstellung. 
Im 19. und 20. Jahrhundert stellte die Familie erneut vier Landesbeamte bzw. Regierungsräte, darunter Landammann Johann Heinrich Tanner, der wie Johann Georg Tanner Nationalrat wurde. Die wirtschaftliche Basis der Tanner bildeten das Gastgewerbe, der Handel und der Alpbesitz. Das Gasthaus Hecht am Platz in Herisau befand sich mehr als 200 Jahre in Familienbesitz. Bis circa 1845 gehörten die Tanner zu den grössten Inhabern von Alprechten auf der Schwägalp. 
Über die mit Landammann Laurenz Tanner, geboren 1631, beginnende kaufmännische Tätigkeit schweigt sich die Überlieferung bis ins 19. Jahrhundert aus. Im Jahr 1828 gründete Bartholome Tanner ein Textilfabrikations- und Handelsunternehmen, an dem sich ein Jahr später sein Bruder Johann Heinrich Tanner beteiligte Es wurde von Arnold Heinrich Tanner und Eugen Tanner weitergeführt und im Jahr 1934 liquidiert.